# Utopia (banda estadunidense)
Utopia foi uma banda estadunidense de rock progressivo liderada por Todd Rundgren e que esteve ativa entre 1973 e 1987. Após dois álbuns ao vivo, a banda tornou-se um quarteto, que, assim como os The Beatles, tinham membros que se alternavam no papel de vocal e de escrita de letras, apesar de Rundgren sempre ter sido considerado como o líder do grupo. O álbum de 1980 Deface the Music possuía uma série de paródias, tais como as canções de "Weird Al" Yankovic, sobre o estilo de bandas populares da época.
Os dois primeiros álbuns foram marcados pela presença de três sintetizadores, dois bateristas e diversos guitarristas. O som variava entre o jazz e o hard rock, de forma bastante experimental. Uma característica do Utopia era seu lado eclético, variando do rock psicodélico dos anos 1970 ao soul e ao blues, além de heavy metal. Apesar da banda ter criado várias canções politizadas, o álbum de 1982 Swing to the Right possuía um lado mais romântico, e foi conhecido por seu estilo espirituoso. Essa lado da banda era demonstrado em apresentações através de canções como Love Is the Answer, do álbum de 1977 Oops! Wrong Planet. Esse tema foi o maior agregador de fãs para a banda, uma mistura de antigos fãs de Rundgren com hippies remanescentes do final da década de 1960. Apesar da banda ter emplacado somente um hit, Set Me Free (1980), conseguiram culto durante a década de 1980 com seus álbuns, apresentações ao vivo e vídeos apresentados nos primeiros anos da MTV. De forma geral, os álbuns dos anos 1980 foram os mais comerciais da banda, com alto teor melódico.
Apesar da banda ter terminado em meados da década de 1980, um ou mais membros ocasionalmente realizam turnê e gravam com Rundgren, que teve uma carreira solo bem sucedida antes da banda. Roger Powell produziu projetos solo de música eletrônica. Willie Wilcox ganhou fama modesta e o baixista Kasim Sulton fez turnê com membro do Meat Loaf e Joan Jett, entre outras bandas. Em 2005 Rundgren e Sulton iniciaram os trabalhos para trabalhar novamente na banda The Cars.

## Integrantes
- Kevin Ellman - percussão (1975)
- Moogy Klingman - teclado e sintetizador (até 1976)
- Ralph Schuckett - teclado e sintetizador (até 1976)
- John Seigler - baixo (bis 1976)
- Roger Powell - teclado, sintetizador e vocal
- Todd Rundgren - guitarra e vocal
- Willie Wilcox - percussão e vocal
- Kasim Sulton - baixo e vocal (desde 1977)

## Discografia

### Álbuns de estúdio
- Todd Rundgren's Utopia (1974)
- Ra (1977)
- Oops! Wrong Planet (1977)
- Adventures in Utopia (1979)
- Deface The Music (1980)
- Swing To The Right (1982)
- Utopia (1983)
- Oblivion (1984)
- P.O.V. (1985)

### Álbuns ao vivo
- Another Live (1975)
- Redux '92: Live in Japan (1992)

### Compilações
- Trivia (1986)
- Anthology (1974-1985) (1989)
- City In My Head (Best of Compilation) (2001)
- Castle Collection (Best of Compilation)
- Last of the New Wave Riders (Best of Compilation) (2003)

### Singles
- Communion With The Sun (1976)
- Love Is the Answer (1977)
- Set Me Free (1980)
- The Very Last Time (1980)
- Second Nature (1980)
- I Just Want To Touch You (1981)
- One World (1982)
- Lysistrata (1982)
- Hammer In My Heart (1982)
- Feet Don’t Fail Me Now (1983)
- Crybaby (1984)
- Love With A Thinker (1984)
- Mated (1985)

## Videografia

### DVDs
- Utopia & Todd Rundgren - Live in Columbus, Ohio, 1980 (2004)

### Integrantes da banda
- (em inglês) Página oficial de Willie Wilcox
- (em inglês) Página oficial de Kasim Sulton